# Trioceros laterispinis
Espèce
Synonymes
- Chamaeleon laterispinis Loveridge, 1932
- Chamaeleo laterispinis brookesiaeformis Böhme, 1982

Statut de conservation UICN

 EN B1ab(iii) : En danger
Statut CITES
Trioceros laterispinis est une espèce de sauriens de la famille des Chamaeleonidae.

## Répartition
Cette espèce est endémique des monts Udzungwa en Tanzanie.

## Publication originale
- Loveridge, 1932 : New Reptiles and Amphibians from Tanganyika Territory and Kenya Colony. Bulletin of the Museum of Comparative Zoology, vol. 72, p. 374-387 (texte intégral).